# Pistolet maszynowy Owen

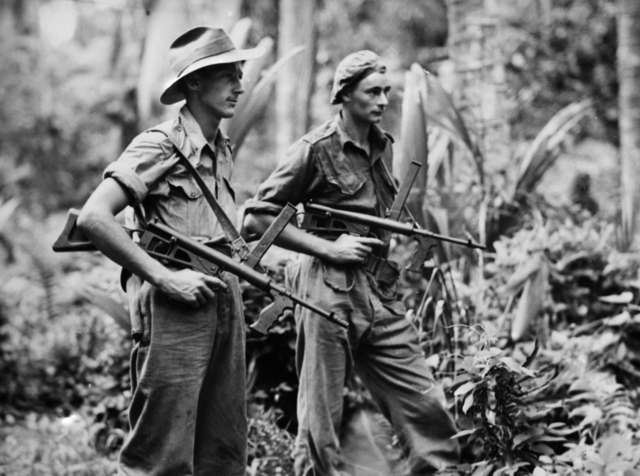
Żołnierze australijscy z pm Owen podczas patrolu na Nowej Brytanii

Owen Machine Carbine – australijski pistolet maszynowy produkowany w czasie II wojny światowej, w wojsku australijskim znany jako Owen gun.

## Historia konstrukcji

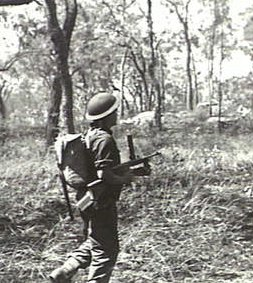
Żołnierz z pistoletem Owen 1944 rok

W 1941 roku australijskie siły zbrojne posiadały dwa pistolety maszynowe (MP 18 i MP 28 II) zakupione kilka lat wcześniej w III Rzeszy. W obliczu narastającego napięcia międzynarodowego Australijczycy zwrócili się z prośbą o dostawy tego rodzaju broni do Wielkiej Brytanii i USA, ale kraje te same miały problemy z zapewnieniem dostaw odpowiedniej ilości pistoletów maszynowych własnym armiom.
W związku z tym w Australii podjęto decyzję o opracowaniu własnego wzoru pistoletu maszynowego. W celu przyspieszenia prac sięgnięto po opatentowany 28 listopada 1941 roku pistolet maszynowy skonstruowany przez Evelyna Owena. Na zamówienie armii firma Lysaghts Newcastle Works Ltd. z Port Kembla w Nowej Południowej Walii wykonała 100 pistoletów maszynowych w wersjach 9 × 19 mm Parabellum (50 szt.), 7,65 × 17 mm SR Browning (10 szt.), 9 × 17 mm Short (20 szt.) i .45 ACP (20 szt.). Po testach do produkcji seryjnej skierowano 28 listopada 1941 roku wersję strzelającą nabojem Parabellum.
Do kwietnia 1942 roku wyprodukowano 4800 sztuk pierwszej seryjnej wersji oznaczonej jako Owen Mk 1/42. W 1943 roku rozpoczęto wytwarzanie wersji Mk 1/43 (o zmniejszonej masie). W tym samym roku powstała wersja Mk 2/43, ale wyprodukowano tylko 202 egzemplarze tej wersji, po czym wznowiono produkcję Mk 1/43. W 1944 roku powstała wersja Mk 1/44 posiadająca na lufie mocowanie bagnetu.
Produkcję Owenów zakończono we wrześniu 1944 roku po wyprodukowaniu 45 477 sztuk tej broni.
Charakterystyczną cechą pistoletu maszynowego Owen było umieszczenie gniazda magazynka na górze komory zamkowej. Układ taki wybrano żeby umożliwić strzelcowi przyjmowanie pozycji strzeleckiej leżąc, a jednocześnie uniknąć magazynka dołączanego od boku broni (wystający w bok magazynek w czasie działań w dżungli często zahaczał o rośliny). Owen był też pierwszą bronią fabrycznie malowaną pokryciem w kolorach kamuflażowych.
Oweny cieszyły się dużym uznaniem żołnierzy australijskich i były uważane za lepsze od Austenów.
W 1952 roku pozostające w uzbrojeniu Oweny poddano modernizacji. W 1962 roku do uzbrojenia wprowadzono następcę Owena, pistolet maszynowy F1 (także z magazynkiem dołączanym od góry broni). Jednak jeszcze pod koniec lat sześćdziesiątych Oweny były używane przez żołnierzy australijskich walczących w Wietnamie.

## Wersje
- Owen Mk 1/42 – pierwsza wersja seryjna. Komora mechanizmu spustowego tłoczona z blachy, kolba ramowa wygięta z płaskownika, na lufie żebra przyspieszające chłodzenie.
- Owen Mk 1/43 – uproszczona wersja o zmniejszonej masie. Komora mechanizmu spustowego wykonana z płaskowników (boki częściowo zakryte blachą, kolba drewniana, lufa bez żeber).
- Owen Mk 1/44 – Mk 1/43 z dodanym uchwytem do mocowania bagnetu z karabinu No.I Mk III.
- Owen Mk 1 (wersja z 1952 roku) – pistolety maszynowe tej wersji powstawały przez modernizację starszych modeli. Miały komorę mechanizmu spustowego tłoczoną z blachy (kształt jak w wersji Mk 1/42, ale z cieńszej blachy), lufę i kolbę z modelu Mk 1/44 i specjalną pokrywę zasłaniającą szczelinę komory zamkowej, w której poruszała się rękojeść napinania zamka (pokrywa chroniła wnętrze komory zamkowej przed zanieczyszczeniami i zabezpieczała broń przed przypadkowymi wystrzałami w wyniku upadku broni).
- Owen Mk 2/43 – eksperymentalna wersja wyposażona w zmniejszoną komorę mechanizmu spustowego i drewnianą kolbę (o innym kształcie i sposobie zamocowania niż w Mk 1)

## Opis techniczny
Pistolet maszynowy Owen Mk 1/44 był indywidualną bronią samoczynno-samopowtarzalną. Zasada działania oparta na odrzucie zamka swobodnego. Strzelanie z zamka otwartego. Zamek dwuczęściowy składał się z trzonu otoczonego sprężyną powrotną, na który nasuwana była przednia część o większej średnicy i masie. Obie części zamka były połączone kołkiem. Zasilanie z magazynka o pojemności 33 naboi, dołączanego od góry broni. Bezpiecznik-przełącznik rodzaju ognia po lewej stronie nad chwytem pistoletowym. Przyrządy celownicze składały się z muszki i stałego celownika przeziernikowego (nastawa 100 jardów). Owen posiadał przedni chwyt i stałą kolbę drewnianą.

## Dane taktyczno-techniczne
| Wzór                                     | Owen Mk 1/42         | Owen Mk 1/43         | Owen Mk 2/43         |
| Nabój                                    | 9 × 19 mm Parabellum | 9 × 19 mm Parabellum | 9 × 19 mm Parabellum |
| Masa broni nie załadowanej (kg)          | 4,24                 | 3,99                 | 3,47                 |
| Długość broni (mm)                       | 806                  | 806                  | 806                  |
| Długość lufy (mm)                        | 247                  | 247                  | 247                  |
| Prędkość początkowa pocisku (m/s)        | 380                  | 380                  | 380                  |
| Szybkostrzelność teoretyczna (strz./min) | 700                  | 680                  | 600                  |